# Démodokosz (mitológia)

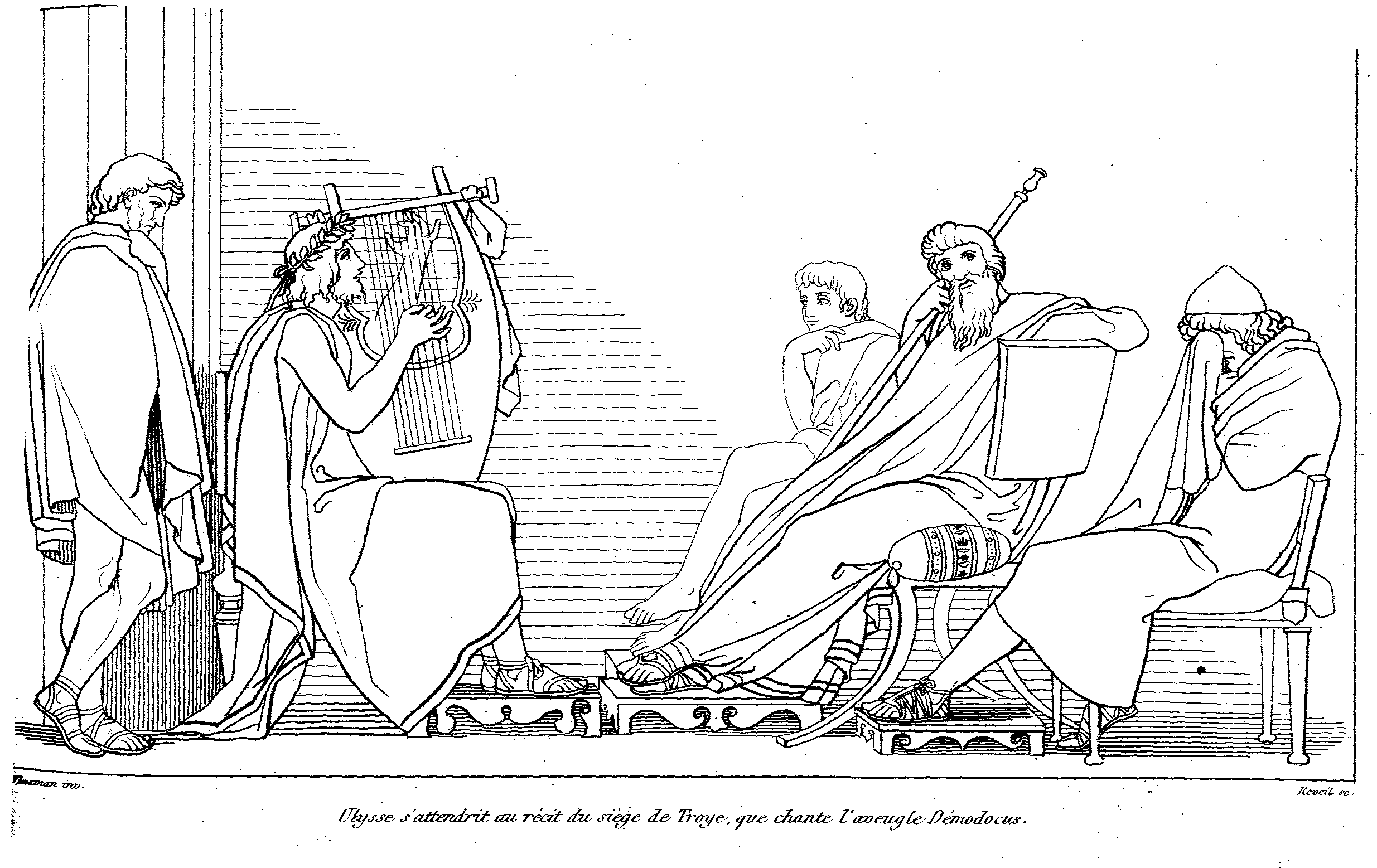
Δημοδόκος

Démodokosz, görög mitológiai alak, vak phaiák énekes. Homérosz említi az Odüsszeiában. A múzsa, akit szeretett (Homérosz nem nevezi meg) megvakította, de a „mézízű dallás” képességével kárpótolta. Az Odüsszeiában ő adja elő Alkinoosz király udvarában Arész és Aphrodité szerelmi kalandjainak történetét, majd Odüsszeusz tetteiről, a trójai falóról, s Trója elestéről regél.